# Humedales de San José
Los Humedales de San José, también conocidos popularmente como Humedales La Bocana por su laguna homónima, son un importante ecosistema costero de humedales ubicado en el distrito de San José, en la Provincia de Lambayeque, departamento de Lambayeque, Perú. Constituyen una valiosa zona húmeda en la costa norte del país, reconocida por su significativa biodiversidad y su rol ecológico. A pesar de su importancia local, este espacio enfrenta desafíos de degradación y la necesidad urgente de una gestión y protección formal.

## Características Geográficas y Ecológicas

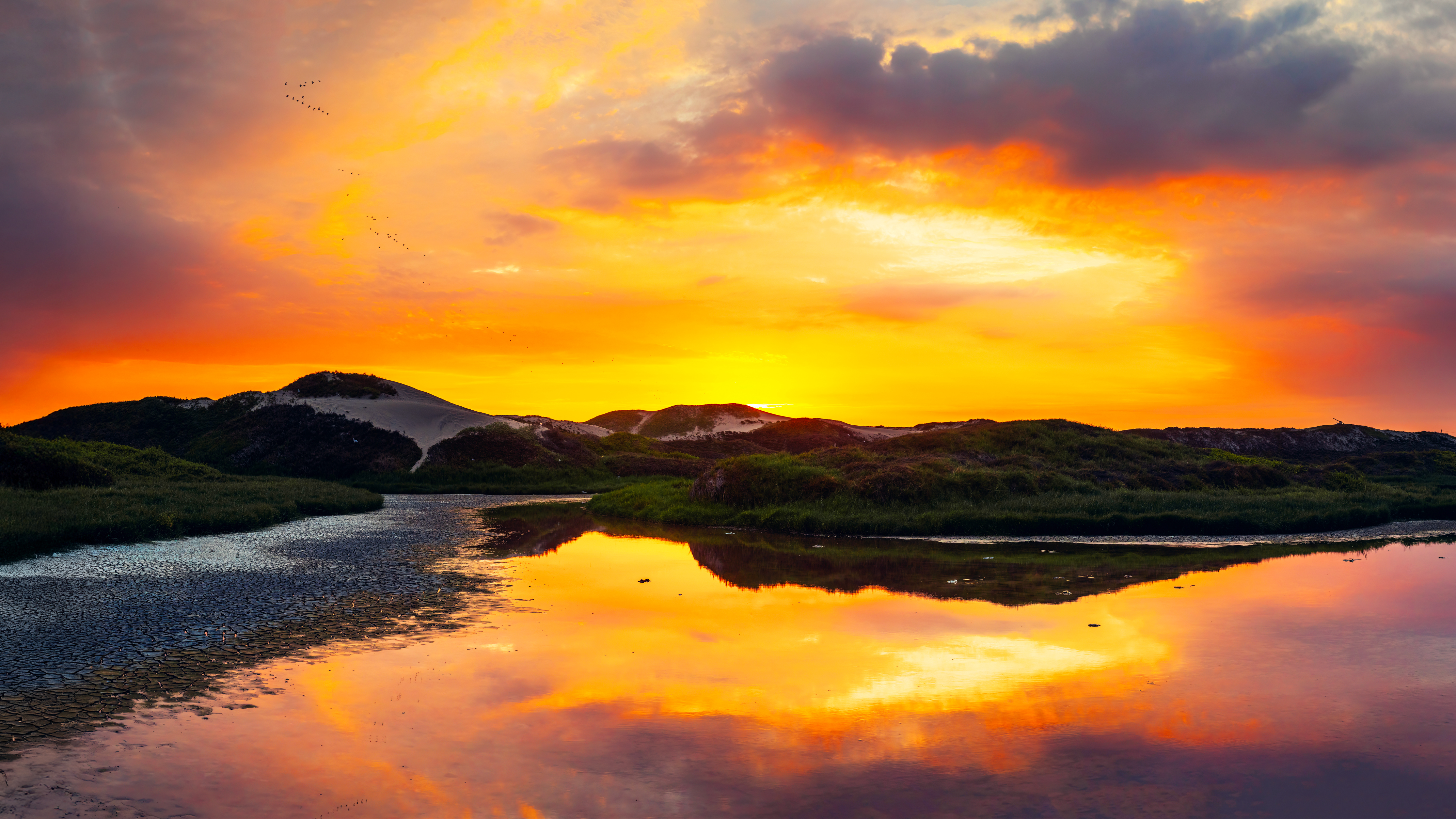
Los humedales vistos al atardecer

Los Humedales de San José o La Bocana son un complejo de cuerpos de agua y vegetación adaptada, influenciados por la desembocadura de los excedentes hídricos de actividades agrícolas y el afloramiento de aguas subterráneas hacia la costa. Desde el punto de vista hidrográfico, sus principales fuentes de agua incluyen las precipitaciones pluviales, los desbordes y excedentes de acequias de uso agrícola, y la filtración de aguas subterráneas, lo que genera una dinámica hídrica variable según las temporalidades del año. Esta sobrecarga hídrica, especialmente por acción pluvial, puede ocasionar el desborde de la Laguna La Bocana, la cuál por sí sola se extiende por 10.82 ha aproximadamente, afectando zonas aledañas. Este ecosistema es vital por su rol hidrológico y su contribución a la estabilidad costera.

## Biodiversidad
Los humedales albergan una notable diversidad de flora y fauna local, siendo un punto clave para la vida silvestre en la región costera de Lambayeque.

### Fauna
El ecosistema es particularmente importante para diversas especies de aves, tanto residentes como migratorias, que utilizan los humedales como zona de alimentación, descanso y anidación. Entre las aves acuáticas y marinas más destacadas se encuentran el Piquero peruano (Sula variegata), el Flamenco chileno (Phoenicopterus chilensis) y especies como la Garza blanca (Ardea alba), el Zambullidor pico grueso (Podilymbus podiceps), y varias especies de Playeros (Calidris spp.) y Chorlos (Charadrius spp.). También se ha registrado la presencia del Pelícano peruano (Pelecanus thagus).
En cuanto a los mamíferos, se ha identificado al Zorro de Sechura (Lycalopex sechura), una especie endémica de la costa peruana y ecuatoriana que busca alimento y refugio en estas áreas. La presencia de este mamífero subraya la importancia de los humedales como hábitat para la fauna local. También se encuentran especies de peces como la Lisa (Mugil cephalus) y la Tilapia (Oreochromis niloticus), y diversas especies de anfibios y reptiles adaptadas al ambiente acuático y palustre.

### Flora
La vegetación de los humedales se compone principalmente de especies hidrófitas (plantas acuáticas) y halófitas (plantas tolerantes a la sal), adaptadas a las condiciones de humedad y salinidad. Destacan la presencia de Totora (Schoenoplectus californicus), que forma extensos cañaverales, y diversas especies de Gramíneas y Juncos. Estas formaciones vegetales son fundamentales para la estabilidad del ecosistema, sirviendo de refugio y alimento para la fauna, y contribuyendo a la filtración natural del agua. La flora también incluye algas y otras plantas sumergidas o flotantes que son la base de la cadena alimenticia local.

## Amenazas y Esfuerzos de Conservación
A pesar de su valor ecológico, los Humedales La Bocana de San José enfrentan serias amenazas que comprometen su integridad y persistencia a largo plazo. La contaminación por desechos sólidos y aguas residuales, la expansión urbana descontrolada y la invasión ilegal de terrenos son factores clave que han contribuido a la degradación de este ecosistema.
Ante esta situación, diversas instituciones y organizaciones han impulsado esfuerzos para la protección de los humedales.